# Narciarstwo dowolne na Zimowym Olimpijskim Festiwalu Młodzieży Europy 2023
Narciarstwo dowolne na Zimowym Olimpijskim Festiwalu Młodzieży Europy 2023 – jedna z dyscyplin rozgrywanych podczas festiwalu w dniach 23 – 27 stycznia 2023 w Ski Area Ravascletto Zoncolan. Podczas zawodów odbędzie się sześć konkurencji.

## Zestawienie medalistów

### Dziewczyn
| Data             | Konkurencja            | Złoto           | Pkt.            | Srebro           | Pkt.          | Brąz                       | Pkt.              | Źródło |
| ---------------- | ---------------------- | --------------- | --------------- | ---------------- | ------------- | -------------------------- | ----------------- | ------ |
| 24 stycznia 2023 | Big Air (szczegóły)    | Lina Häggström  | 159.8           | Bérénice Dode    | 150.3         | Natalija Kaziuk            | 133.8             | [ 1 ]  |
| 25 stycznia 2023 | Skicross (szczegóły)   | Chiara Von Moos | Chiara Von Moos | Mattli Fersch    | Mattli Fersch | Alexandra Nilsson          | Alexandra Nilsson | [ 2 ]  |
| 27 stycznia 2023 | Slopestyle (szczegóły) | Lina Häggström  | 84.75           | Lina Kuivalainen | 82.50         | Carolina Maria Vitale Cesa | 80.75             | [ 3 ]  |

### Chłopców
| Data             | Konkurencja            | Złoto            | Pkt.             | Srebro              | Pkt.                | Brąz          | Pkt.          | Źródło |
| ---------------- | ---------------------- | ---------------- | ---------------- | ------------------- | ------------------- | ------------- | ------------- | ------ |
| 24 stycznia 2023 | Big Air (szczegóły)    | Fadri Rhyner     | 179.8            | Nil Brocart Alègre  | 177.5               | Henry Sildaru | 177.3         | [ 4 ]  |
| 25 stycznia 2023 | Skicross (szczegóły)   | Nico Offenwanger | Nico Offenwanger | William Young Shing | William Young Shing | Paolo Piccolo | Paolo Piccolo | [ 5 ]  |
| 27 stycznia 2023 | Slopestyle (szczegóły) | Fadri Rhyner     | 90.50            | Stefan Sorokin      | 85.50               | Petr Müller   | 83.50         | [ 6 ]  |

## Klasyfikacja medalowa

### Ogólna
*   Gospodarz ( Włochy)
| Miejsce | Reprezentacja | Złoto | Srebro | Brąz | Razem |
| ------- | ------------- | ----- | ------ | ---- | ----- |
| 1       | Szwajcaria    | 3     | 0      | 0    | 3     |
| 2       | Finlandia     | 2     | 1      | 0    | 3     |
| 3       | Niemcy        | 1     | 1      | 0    | 2     |
| 4       | Francja       | 0     | 2      | 0    | 2     |
| 5       | Estonia       | 0     | 1      | 1    | 2     |
| 5       | Szwecja       | 0     | 1      | 1    | 2     |
| 7       | Włochy*       | 0     | 0      | 2    | 2     |
| 8       | Ukraina       | 0     | 0      | 1    | 1     |
| 8       | Czechy        | 0     | 0      | 1    | 1     |
| Razem   | Razem         | 6     | 6      | 6    | 18    |

### Dziewczyn
| Miejsce | Reprezentacja | Złoto | Srebro | Brąz | Razem |
| ------- | ------------- | ----- | ------ | ---- | ----- |
| 1       | Finlandia     | 2     | 1      | 0    | 3     |
| 2       | Szwajcaria    | 1     | 0      | 0    | 1     |
| 3       | Niemcy        | 0     | 1      | 0    | 1     |
| 3       | Francja       | 0     | 1      | 0    | 1     |
| 5       | Szwecja       | 0     | 0      | 1    | 1     |
| 5       | Włochy*       | 0     | 0      | 1    | 1     |
| 5       | Ukraina       | 0     | 0      | 1    | 1     |
| Razem   | Razem         | 3     | 3      | 3    | 9     |

### Chłopców
| Miejsce | Reprezentacja | Złoto | Srebro | Brąz | Razem |
| ------- | ------------- | ----- | ------ | ---- | ----- |
| 1       | Szwajcaria    | 2     | 0      | 0    | 2     |
| 2       | Niemcy        | 1     | 0      | 0    | 1     |
| 3       | Estonia       | 0     | 1      | 1    | 2     |
| 4       | Szwecja       | 0     | 1      | 0    | 1     |
| 4       | Francja       | 0     | 1      | 0    | 1     |
| 6       | Włochy*       | 0     | 0      | 1    | 1     |
| 6       | Czechy        | 0     | 0      | 1    | 1     |
| Razem   | Razem         | 3     | 3      | 3    | 9     |